# V427 Возничего
V427 Возничего (лат. V427 Aurigae), HD 36085 — тройная звезда в созвездии Возничего на расстоянии приблизительно 1816 световых лет (около 557 парсеков) от Солнца. Видимая звёздная величина звезды — от +7,65m до +7,52m.

## Характеристики
Первый компонент (CCDM J05306+3131A) — красно-оранжевый гигант, пульсирующая медленная неправильная переменная звезда (LB) спектрального класса K5, или M4. Масса — около 2,279 солнечных, радиус — около 83,29 солнечных, светимость — около 1210,482 солнечных. Эффективная температура — около 3730 K.
Второй компонент — коричневый карлик. Масса — около 73,53 юпитерианских. Удалён на 1,968 а.е..
Третий компонент (CCDM J05306+3131B). Видимая звёздная величина звезды — +11,5m. Удалён на 35,2 угловых секунд.